# 神奈川県道・東京都道56号目黒町町田線
神奈川県道・東京都道56号目黒町町田線（かながわけんどう・とうきょうとどう56ごう めぐろちょうまちだせん）は、神奈川県横浜市瀬谷区目黒町から東京都町田市原町田に至る主要地方道に指定された都県道。横浜市瀬谷区の北に位置する目黒町から、都県境を越えて町田市の中心街までを南北に結ぶ幹線道路である。
かつては主要地方道藤沢町田線だったが、1993年に大部分が国道467号へ昇格されたことから、残部を持って1994年（平成6年）4月1日に現在の名称へ改称された。
目黒交差点 - つきみ野入口交差点間は旧国道16号であったが、大和バイパス完成時に県道へ降格された。

## 概要

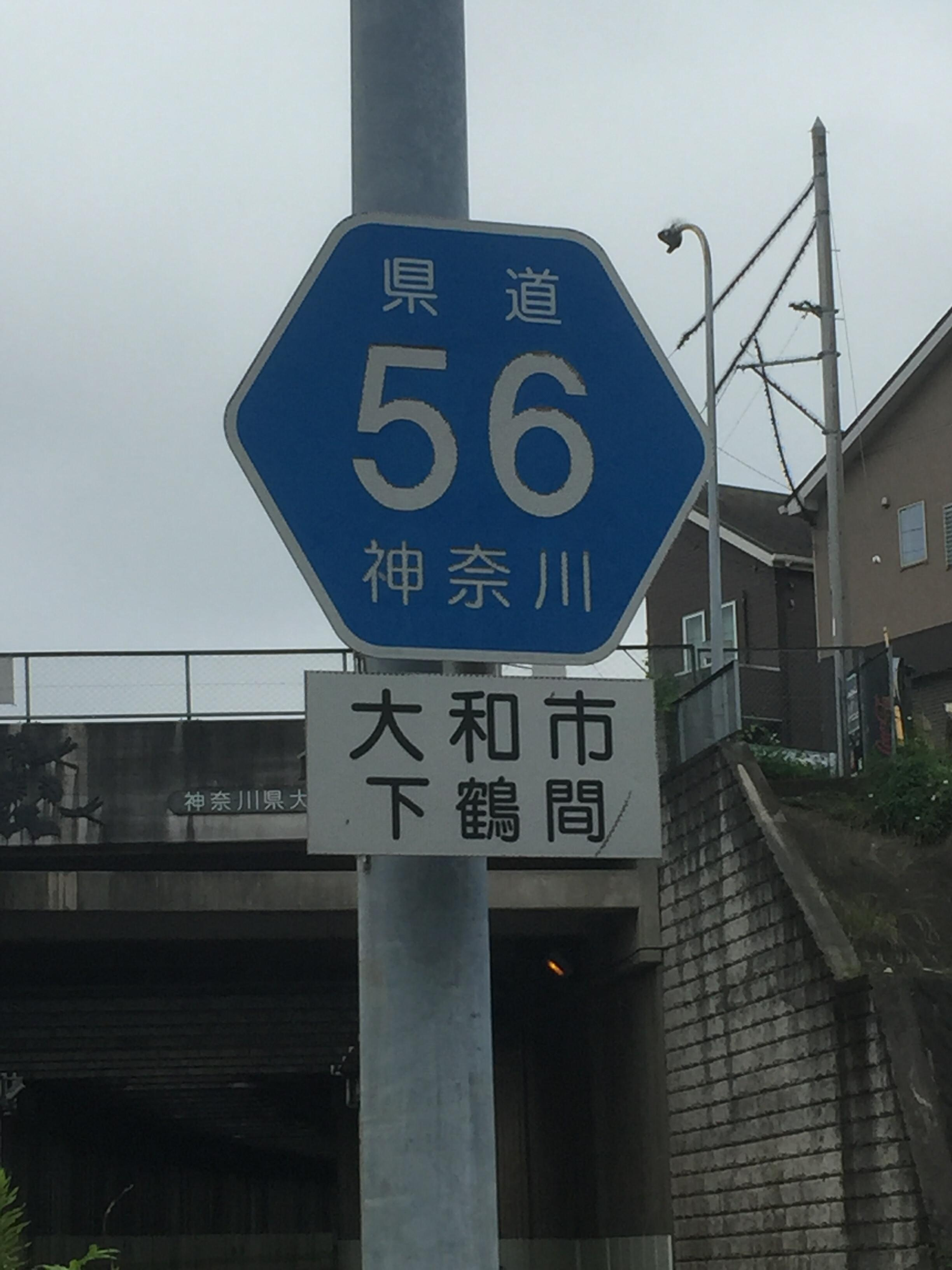
県道番号標示（大和市下鶴間）

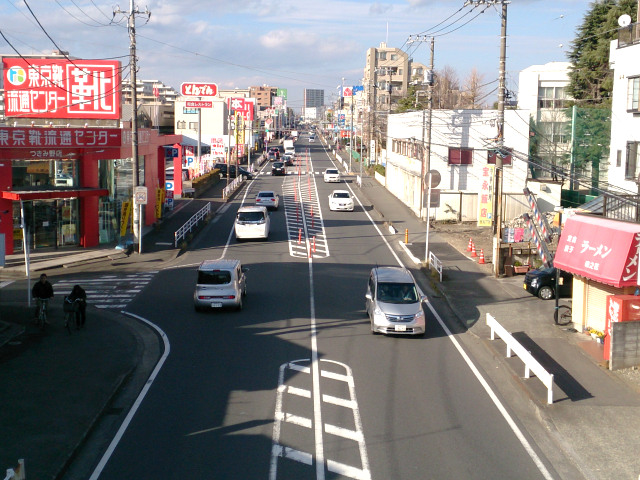
北大和小前歩道橋付近（大和市つきみ野4丁目）

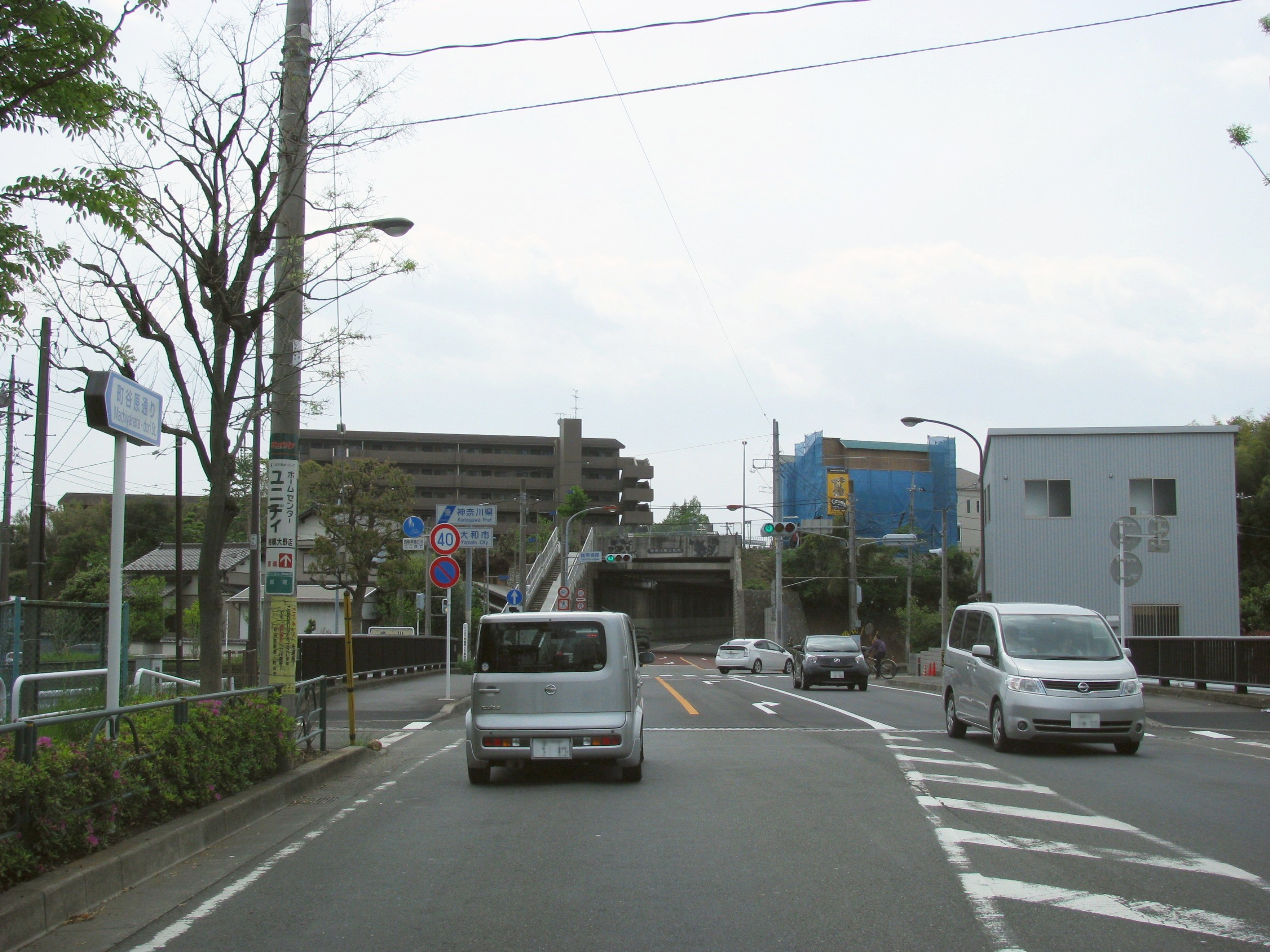
鶴間橋付近（町田市南町田1丁目）

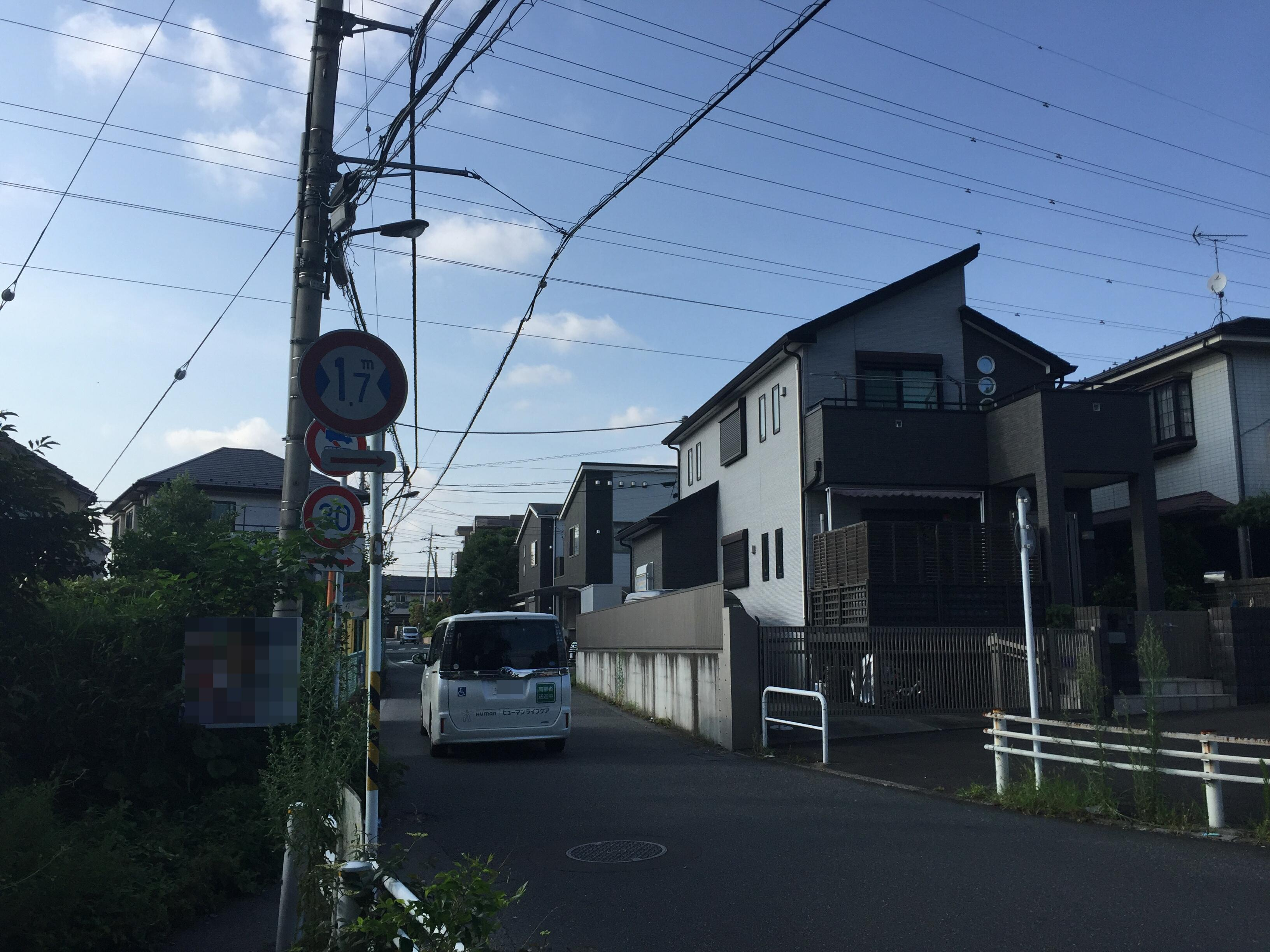
町田市金森2丁目付近
旧道となる狭隘区間の入口（右方向はバイパスが分岐する）

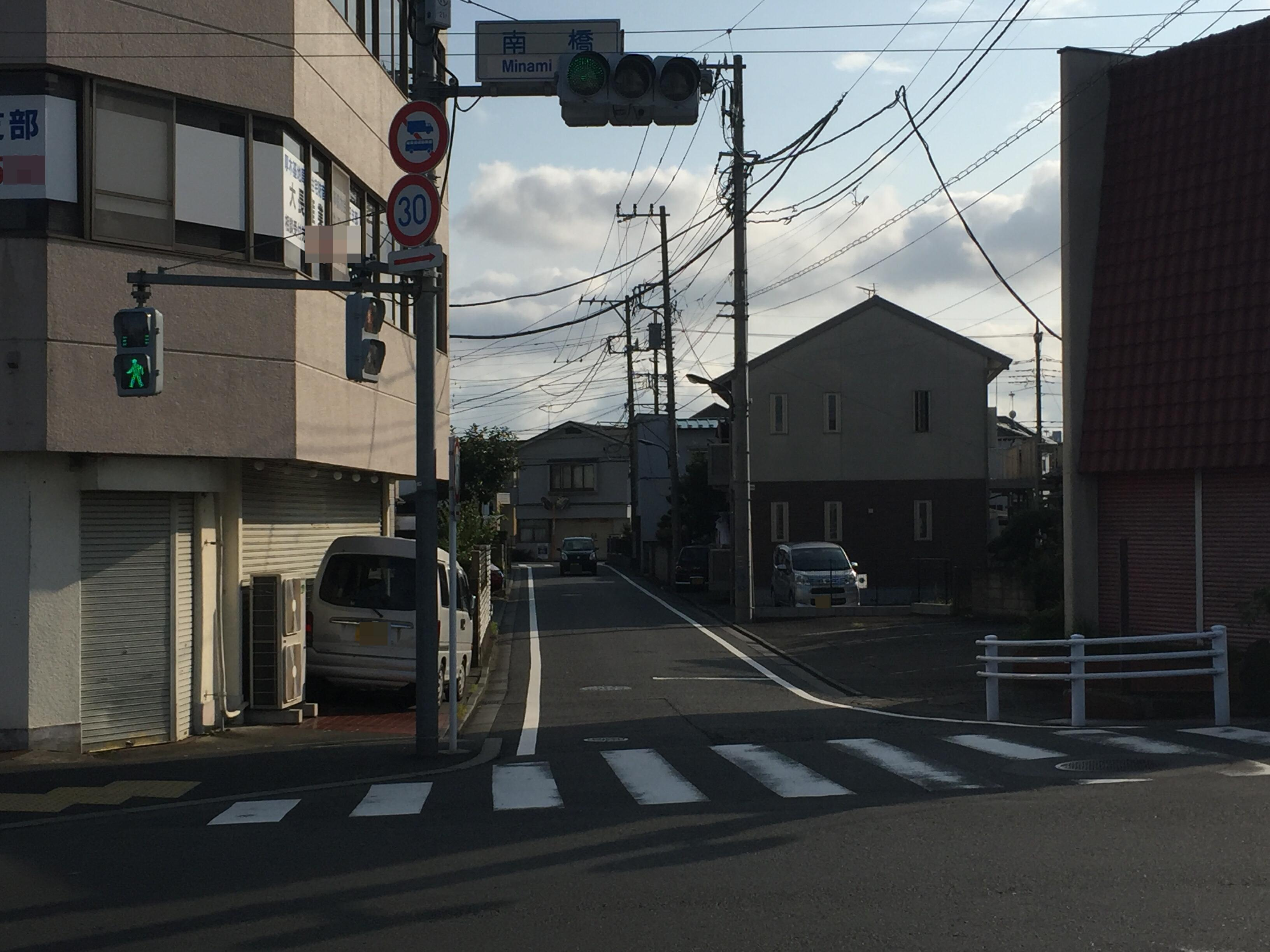
南橋交差点（町田市原町田）
旧道と町田街道（都道141号）との交点

横浜市瀬谷区内の目黒交差点の国道246号（厚木街道）より分岐して、都県境を流れる境川とほぼ平行して北西方向へ進み、町田市中心街の三塚交差点で主要地方道47号八王子町田線と連絡する。町田市金森地内には町田街道へ抜けるバイパス道路の支線があり、金森郵便局前交差点で町田街道（東京都道141号辻原町田線）と接続する。
町田市内の一部区間は鎌倉古道を継承している。
神奈川県では、横浜市内で「八王子街道」と呼ばれる道路の延長で、沿線に東急田園都市線のつきみ野駅がある。その先の大和市内で国道16号大和バイパスと交差する。つきみ野入口交差点で進路が折れて、東進した先の境川を鶴間橋で渡っていく。

### 路線データ
- 起点：神奈川県横浜市瀬谷区目黒町 目黒交差点（国道246号）
- 終点：東京都町田市原町田二丁目1/2/7/8番の交差点（東京都道47号八王子町田線・東京都道140号川崎町田線交点）
- 延長
  - 神奈川県道：不明
  - 東京都道：3,168 m[2]（上位路線との重複区間を除く）
- 面積
  - 神奈川県道：不明
  - 東京都道：47,929 m2
- 都市計画路線：大和3.3.1、大和3.5.2、町田3.4.29、町田3.4.37
- 都道認定要件：主要地と主要地とを連絡する道路
- Google マップ ※終点付近に終点→起点方向の一方通行区間があるためこの部分のみルートから外れている

### 通称
- 藤沢街道（旧藤沢町田線、国道467号方面 - 目黒交差点（起点） - 南橋交差点（旧道） - 終点）
  - 「藤沢街道」の通称は現在ではあまり使用されない。
- 八王子街道
  - 大和バイパス開通以前は旧藤沢町田線と国道16号の重複区間だったが、国道指定解除に伴い単独区間となった。
- 公所バイパス（くぞバイパス、つきみ野入口交差点 - 鶴間橋際交差点）
- 町谷原通り（都県境 - 鶴間町谷通り交点）[3]
- 町田街道（南橋交差点 - 三塚交差点）[4]
- 旧町田街道（三塚交差点 - 終点）
  - 都道47号重複区間。

### 道路施設

#### 橋梁
- 鶴間橋（境川、横浜市瀬谷区目黒町 - 大和市下鶴間）
  - 区間内に「鶴間橋」という同名の橋が2ヶ所存在し、いずれも境川に架けられているが、2km以上離れた全く別の橋である。
- つきみ野橋（東急田園都市線、大和市つきみ野）
- 鶴間橋（境川、大和市下鶴間 - 町田市南町田）
- 南橋（JR横浜線、町田市金森東 - 町田市原町田）

## 地理

### 通過する自治体
- 神奈川県
  - 横浜市（瀬谷区） - 大和市
- 東京都
  - 町田市

### 交差する道路

#### 現道区間
| 交差する道路                                   | 交差する道路                                              | 交差点名     | 所在地   | 所在地 | 所在地 |
| ---------------------------------------------- | --------------------------------------------------------- | ------------ | -------- | ------ | ------ |
| 横浜市道五貫目33号線（旧国道16号・八王子街道） |                                                           |              |          |        |        |
| 国道246号（厚木街道・大山街道）                | 国道246号（厚木街道・大山街道）・旧藤沢町田線（藤沢街道） | 目黒         | 神奈川県 | 横浜市 | 瀬谷区 |
| 神奈川県道50号座間大和線                       | -                                                         | 下鶴間       | 神奈川県 | 大和市 | 大和市 |
| 国道16号（八王子街道）                         | 国道16号（大和バイパス）                                  | つきみ野入口 | 神奈川県 | 大和市 | 大和市 |
| 旧道（町田市道南2285号線）                     | -                                                         | -            | 東京都   | 町田市 | 町田市 |
| 町田市道南65号線（町谷原通り）                 | 町田市道南2269号線（鶴間町谷通り）                        | -            | 東京都   | 町田市 | 町田市 |
| 旧道（町田市道南2285号線）                     | -                                                         | -            | 東京都   | 町田市 | 町田市 |
| 都道56号新道                                   | -                                                         | -            | 東京都   | 町田市 | 町田市 |
| 町田市道南9号線（鎌倉古道）                    | -                                                         | -            | 東京都   | 町田市 | 町田市 |
| -                                              | 東京都道141号辻原町田線（町田街道）                       | 南橋         | 東京都   | 町田市 | 町田市 |
| 東京都道47号八王子町田線（町田街道）           | 町田市道南558号線                                         | 三塚         | 東京都   | 町田市 | 町田市 |
| 都道47号線重複区間                             |                                                           |              |          |        |        |
| 町田市道町田664号線（町田駅前通り）            | -                                                         | -            | 東京都   | 町田市 | 町田市 |
| 東京都道140号川崎町田線（成瀬街道）            | 東京都道140号川崎町田線（成瀬街道）                       | -            | 東京都   | 町田市 | 町田市 |
| 東京都道47号八王子町田線（旧町田街道）         |                                                           |              |          |        |        |

#### 新道区間
| 交差する道路                        | 交差する道路                        | 交差点名     | 所在地 |        |
| ----------------------------------- | ----------------------------------- | ------------ | ------ | ------ |
| 都道56号現道                        | 都道56号現道                        | -            | 町田市 | 町田市 |
| 東京都道141号辻原町田線（町田街道） | 東京都道141号辻原町田線（町田街道） | 金森郵便局前 | 町田市 | 町田市 |

### 重複区間
- 東京都道47号八王子町田線 （都道140号交点 - 終点）

### バス路線
町田市内では神奈川中央交通大和営業所のバス路線がほぼ全線に渡って乗り入れており、町田駅前の町田バスセンターと南町田グランベリーパーク駅を結ぶ路線バスが運行されている。

### 沿線
- 横浜インナーパーク
- マークスプリングス
- 神奈川県立大和高等学校
- 東急田園都市線つきみ野駅
- 町田市立南中学校
- 都営金森アパート
- 町田金森郵便局
- 町田市立南第三小学校
- 町田天満宮

## 備考
- 南橋交差点付近 - 金森2丁目付近の旧道は狭隘となっている。目黒交差点から保土ヶ谷バイパス上川井インターチェンジまでの区間は、県道ではなく横浜市道であるが、案内看板上では「八王子街道」として、県道・市道の区別はなく一括りに表示される。保土ヶ谷バイパスが渋滞時に抜け道として市道と一体的に通行する車両が多いため交通量は多い。また目黒交差点で接続する国道246号が渋滞すると、その最後尾が当該道路にもつながり流れが悪くなることがある。[独自研究?]
- かつて町谷原通り・鶴間町谷通り交点付近において旧道が東京都道で新道が町田市道という奇妙な状況が発生したが、平成25年3月に旧道が町田市道に移管（町田市道2885号）され、新道が都道に昇格されたことで解消した。[5][6]